# トミー・ドリーマー
トミー・ドリーマー（Tommy Dreamer、本名：Thomas James Laughlin、1971年2月14日 - ）は、アメリカ合衆国のプロレスラー。
ハードコア・レスリングのキャリアで知られ、"He is HARDCORE"と呼ばれる。

## 来歴

### ECW
ジョニー・ロッズのレスリング学校でトレーニングを積み、ニューイングランドのIWCCWにてT・D・マディソンのリングネームでデビュー。アメリカ東部地区のインディー団体を転戦後、1993年よりイースタン・チャンピオンシップ・レスリング時代の初期ECWに参戦。11月にはジョニー・ガンとのコンビでECWタッグ王座を獲得した。
1995年1月には全日本プロレスに初来日。ジョニー・スミスのパートナーとしてアジアタッグ王座決定トーナメントに出場した。
以降もECWを主戦場とし、ポール・ヘイマンの新体制下で団体名が「エクストリーム・チャンピオンシップ・レスリング」と改称されてからは、ハードコア路線を敷いた同団体の主力選手となって活躍。1999年8月にレイヴェンと組んでダッドリー・ボーイズ、2000年2月に田中将斗と組んでランス・ストーム&ジャスティン・クレディブルを破り、世界タイトルとなったECWタッグ王座に返り咲く。2000年4月にはタズからECW世界ヘビー級王座を奪取した。ECWの日本での提携先だったFMWにも参戦した。

### WWE
ECWの崩壊後、2001年7月からWWFに移籍。当初はWCW・ECW連合軍「アライアンス」の一員としてヒールのポジションにいたが、同アングルの終了後はECW時代と同じくベビーフェイスで活動。2002年8月には最後のWWEハードコア王者となった。
団体がWWEと名を変えてからはブッカーとしての活動を主としていたが、2006年にWWEが第3のブランドとして「ECW」を復活させると、オリジナルのECWを知る者として本格的に復帰する。
2007年にはサンドマンらと共にECWオリジナルズとして活動。ビンス・マクマホンの放った刺客たちと抗争するストーリーを展開した。しかしその後、ドリーマーを除いた元祖ECWが退団あるいは解雇されてしまったため、軍団は解散。以降は単独で活動した。
2008年は、1月のロイヤルランブルに出場。また、レッスルマニア24のダーク・マッチ「24人バトルロイヤル」にも出場している。この頃からコリン・デラニーを弟子として、ジョン・モリソンとザ・ミズの持つWWEタッグ王座を狙うストーリーを展開したが、タイトルを獲得することはできなかった。
7月のグレート・アメリカン・バッシュではマーク・ヘンリーの保持するECW王座に挑戦するも、コリン・デラニーの裏切りに合い敗退。デラニーとの抗争に入るかと思われた矢先、デラニーの解雇により立ち消えとなる。その後はアマレス出身の新人ヒール、"全米代表のアメリカ人" ジャック・スワガーとの抗争を開始した。
2009年1月のECWにおいて、WWEとの契約が切れる6月6日までにECW王座を戴冠できなければ引退すると宣言。その後4月のバックラッシュで王者となったクリスチャンに二度挑戦するが、スワガーの乱入によりノーコンテストとなった。そのことをGMのティファニーが考慮し、ドリーマーの契約を一日延長、6月7日のエクストリーム・ルールズが最後のチャンスとなった。このエクストリーム・ルールズではジャック・スワガー、クリスチャンとのトリプルスレットマッチを制しECW王座を獲得。それを受けWWEとの契約を更新する。その後も何度か王座を防衛するが、7月26日のナイト・オブ・チャンピオンズでクリスチャンに敗れ王座を失った。
2009年12月29日のECWにおいて、「今夜の試合で負けたら引退する」と宣言しザック・ライダーと対戦するも、試合に敗れ引退を表明した。試合後、リングの上でマイクを握り、「思えば俺はいつも倒れてばかりだったよ。でも会場のみんなや視聴者のみんなが俺を立たせた。人生にはつらいことが多い。だがどんなにつらくても努力と挑戦を続けるしかないんだ。それが人生ってもんだ。別れるのはつらいが、ありがとう。愛してるぜ」と、ファンに向けて引退の挨拶をした。その後、ECWのTシャツを脱ぎリングの上に置き、最前列にいた家族のところに行き、2人の娘を抱いて「ECW!」と叫んでリングを去った。翌2010年1月4日、WWEは彼のリリースを発表した。

### WWE以降
WWE退団後の2010年1月17日、ECWの本拠地でもあったペンシルベニア州のインディー団体Evolveに登場。3月26日には、WWE退団後では日本での初戦となるスマッシュの『SMASH.1』において、ECW時代からの盟友でもある元WWEスーパースターTAJIRIとハードコアマッチで対戦、勝利を収めた。6月からはTNAと契約し、入団。7月よりミック・フォーリー、ロブ・ヴァン・ダム、レイヴェン、スティービー・リチャーズ、ライノ、チーム3D、アル・スノーらとTNA版ECWオリジナルズであるEV 2.0（Extreme, Version 2.0）を結成した。
TNA解雇後は再びインディー団体で活動し、Chikara、ROH、FWE（Family Wrestling Entertainment）といった団体に参戦。そして2012年にはECWで活躍したレスラーたちを中心としたハードコア団体、ハウス・オブ・ハードコア（House of Hardcore）を立ち上げた。
2011年9月22日からはYouTubeに "The Tommy Dreamer TV" を開設、同年10月9日配信の第1話にカリート、10月23日配信の第2話にユージンなどの元WWEスーパースターズが出演した。
また、2012年11月、WWEに久々登場。ザ・ミズ、アルベルト・デル・リオと組み3MBと対戦、勝利するも少し後にザ・シールドに襲われた。
2015年11月30日のRAWで、ECW時代の戦友であるダッドリー・ボーイズが抗争中であったワイアット・ファミリーに対抗するための仲間として、突如復帰。同じく復帰したライノと共に期間限定でダッドリーズの助っ人として活躍。
TLC2015にて、ワイアット・ファミリーとの8人タッグマッチで対戦するも、敗北。ライノと共にWWEでの出番を終える。

## 得意技
DDT
綺麗なフォームが特徴。リバース式で決めることも多い。
ドリル・ア・ホール・パイルドライバー
WWEでは禁止技になっているため見られない。ECW時代には乱入する女子マネージャー相手や、テーブル上からも敢行していた。
シンガポール・ケイン（竹刀）攻撃
ドリーマーを象徴する凶器。WWE時代によく使用。
ドリーマー・ドライバー / スピコリ・ドライバー
いわゆるデスバレードライバー。彼の親友であり、アメリカでのデスバレーの元祖とされているルイ・スピコリから譲り受けたため「スピコリ・ドライバー」とも呼ばれる。
グレープフルーツクロー/ヴァギナクロー
アイアンクローの派生技で、女性の股間に手をかけ女性器の外陰部を鷲掴みにして握り潰す技である。
かつて過激さを売りにしていたプロレス団体のECWでは使用されていたが、現在ではトミー・ドリーマーに限らず男性レスラーがこの技で攻撃するシーンはほとんど見られなくなった。
ECW時代には、ディーバであったフランシーンやドーン・マリーに使用していた。
特にフランシーンに対しては頻繁にこの技を使い、少なくとも10回近くは悶絶させている他、何と生の股間を掴み上げ悶絶させた事もあるという。
近年ではキャンディス・レラエやチェリーボムにも使用した事もある。
技のシュチュエーションとしては、倒れていた所にヒップドロップなどの攻撃を喰らい、その反撃として背後からいきなり女性器に掴み掛かるといったパターンが多い。

## 獲得タイトル
WWE
ECW王座：1回
WWF/Eハードコア王座：14回
ECW
ECW世界ヘビー級王座：1回
ECWタッグ王座 / ECW世界タッグ王座：3回（w / ジョニー・ガン、レイヴェン、田中将斗）
ハードコア殿堂
BCW
BCWカンアムヘビー級王座 : 2回
BCWカンアムタッグ王座 : 1回 (w /ノヴァ)
BKPW
BKPWタッグ王座 : 1回 (w / マルクス・ライアン)
CWA
CWAヘビー級王座 : 1回
CWE
CWE北アトランティック王座 : 1回
EPWA
EPWAヘビー級王座 : 1回
FWE
FWEヘビー級王座 : 1回
FWEランブル (2013年)
ICW
ICWヘビー級王座 : 1回
IWCCW
IWCCWタッグ王座 : 3回 (w / G.Q.マディソン)
IWC
IWCヘビー級王座 : 1回
IWA
IWAハードコア王座 : 1回
KYDA
KYDAプロヘビー級王座 : 1回
PWF
PWF北ヨーロッパヘビー級王座 : 1回
PWA
キャロットカップ (w / ライノ)
2CW
2CWヘビー級王座 : 1回
UCW
UCWユニバーサル・ヘビー級王座 : 1回
DDT
- アイアンマンヘビーメタル級王座 : 2回（第1138・1240代）

PWI
2000年度のPWI（Pro Wrestling Illustrated）500では28位に就いている。